# Honcopampa
Honcopampa es un complejo arqueológico perteneciente a la cultura Wari del periodo Horizonte Medio ubicado en Áncash, Perú.

## Ubicación
Está localizado políticamente en el distrito de San Miguel de Aco, en la provincia de Carhuaz de la región Áncash, Perú. Geográficamente, se ubica a 3565 m s.n.m. en el lado oriental del Callejón de Huaylas, en la Cordillera Blanca, a la entrada de la quebrada de Akillpo.

## Descripción
Abarca unas 12 hectáreas. El complejo arquitectónico conformado por una serie de edificaciones con múltiples cámaras llamadas chullpas se divide en 2 sectores: uno ceremonial llamado 'Ama Puncu' y otro residencial llamado 'Purushmonte'. La parte residencial conforma plazas, estructuras  y terrazas; y la parte ceremonial una plaza cerrada en forma de U. Existe un tercer sector denominado 'Chucara Ama' ubicado a 1 km al noroeste de Ama Puncu.